# 科氏底潛魚
科氏底潛魚為輻鰭魚綱鼬魚目鼬魚亞目隱魚科的其中一種，發現於西印度洋及中西太平洋海域，棲息深度75-175公尺，體長可達14.3公分，為底棲性魚類，棲息在大陸棚，罕見。

## 擴展閱讀
維基物種上的相關：科氏底潛魚